# Kærlighedsdoktoren
Kærlighedsdoktoren er en dansk film fra 1952. Filmen om en brevkasseredaktør der kan hjælpe alle andre end sig selv.
- Manuskript Helge Kjærulff-Schmidt
- Instruktion Asbjørn Andersen

Blandt de medvirkende kan nævnes:
- Helge Kjærulff-Schmidt
- Ib Schønberg
- Agnes Rehni
- Birgitte Federspiel
- Kjeld Jacobsen
- Nina Pens
- Svend Methling
- Henning Moritzen
- Paul Hagen
- Henry Nielsen
- Else Jarlbak
- Povl Wöldike
- Jakob Nielsen
- Elga Olga Svendsen